# Mystic Rhythms
Mystic Rhythms—другий сингл, канадського, рок-гурту, Rush, був випущений, 29 жовтня, 1985, року, на лейблі, Mercury Records, з студійного альбому, Power Windows, 1985, року, пісня досягнула, 21-го, місція, в U.S. Mainstream Rock Chart, також пісня входить, в альбоми копіляції, гурту, вона виконувалась, на концертах, в період туру Power Windows, Ніл Перт, використв, у пісні електронні барабани, в поєднанні з звичайними барабанами, використавши, в альбомі, і на концерті. Пісня була використана як вступна пісня, програми, новин NBC, 1986, року. На пісню був знятий кліп, році, з різними, комп'ютирними спецефектами, режисером кліпу, став Джералд Касале, який є басистом, гурту Devo.